# Adil Çarçani
Adil Çarçani (Fushëbardhë, 15 maggio 1922 – Tirana, 13 novembre 1997) è stato un politico albanese.
Figura di spicco del regime di Hoxha, è stato dal 1981 al 1991 Primo ministro dell'Albania socialista, vice primo ministro sotto Mehmet Shehu dal 1970 al 1981, anno del suicidio di quest’ultimo, ministro delle miniere e dell’industria pesante negli anni ‘50 e ‘60 inoltre fu anche membro del Politburo del Partito del Lavoro d'Albania (PPSH), dal 1966 al 1991. Arrestato nel 1993 durante il regime dei democratici di Sali Berisha  per crimini contro l’umanità, contro la pace e appropriazione indebita sarebbe morto 4 anni dopo nella sua abitazione nel mentre stava scontando la sua pena, a guerra civile finita (1997).
| Controllo di autorità | VIAF (EN) 301120083 · ISNI (EN) 0000 0001 0953 9318 · LCCN (EN) n91051739 · GND (DE) 110438299 |